# NGN

Приклад мережі NGN.

NGN (англ. Next Generation Network — мережа наступного покоління) — це мультисервісна мережа зв'язку, яка підтримує інтеграцію послуг передавання мови, даних та мультимедіа та базується на IP-мережі (на відміну від ISDN).
Основна відмінність мереж наступного покоління від традиційних мереж в тому, що вся інформація, яка циркулює в мережі, розбита на дві складові. Це сигнальна інформація, що забезпечує комутацію абонентів та надання послуг, і безпосередньо дані користувача, що містять корисну інформацію, призначену абоненту (голос, відео, дані). Шляхи проходження сигнальних повідомлень і даних користувача можуть не збігатися.

## Транспортний рівень
У більшості  регіонів транспортна мережа має ряд особливостей, істотних з точки зору переводу їх на IP-технології. Найважливішими з них вважаються використання застарілих ліній передачі, надмірна віддаленість і важкодоступність деяких населених пунктів. Від технологій, що використовуються на рівні NGN, значною мірою залежить якість роботи всієї мережі і кількість надаваних сервісів. Як транспорт можуть бути використані ATM, MPLS, Ethernet і інші мережі.
Технологія ATM більш адаптована до застосування NGN, насамперед завдяки наявності вбудованих механізмів забезпечення заданої якості сервісу, можливості адаптації до різнорідного трафіку даних, гнучкого перерозподілу смуги пропускання між різними сервісами. Ця досить дорога технологія застосовується, насамперед, у великих мережах, що обумовлено її надійністю і гнучкістю. Як транспортне середовище передачі технологія АТМ часто використовує SDH. Таке поєднання дозволяє домогтися найвищої надійності і керованості транспортної мережі.
Мережі IP, засновані на Ethernet-комутаторах і маршрутизаторах, це найдешевше рішення, а тому досить часто зустрічається в невеликих сегментах NGN. Такі мережі прості в проектуванні і експлуатації, легко нарощуються і модернізуються, проте, вони мають ряд недоліків, що обмежують їх застосування як транспортного середовища для NGN. Основний з них - недостатня адаптованість до пропуску різнорідного трафіку, особливо потоків даних, використовуваних найзатребуванішими застосунками (VoIP, відео IP). При використанні IP-мереж дуже складно забезпечити необхідну якість роботи таких застосунків. Єдиний вихід - це збільшення пропускної здатності магістралей, що не завжди приводить до позитивного результату.
Розвиток технології Ethernet призвело до появи нового транспорту - PoS (Pocket over SDH/SONET), або New Gen SDH (NG SDH). По суті, це симбіоз двох добре знайомих технологій Ethernet і SDH / SONET. Така технологія має переваги системи передачі SDH, що характеризується високою надійністю і керованістю мережі IP, що дозволяє надавати всі необхідні послуги передачі пакетного трафіку, включаючи такі додатки як VPN, VoIP і ін.
Інший напрямок розвитку IP-мереж - це використання оптичних кабелів як середовища передачі безпосередньо. Нарощування швидкості передачі до 1 Гбіт або 10 Гбіт/с має на увазі використання оптичних технологій і створення так званого оптичного Ethernet. У містах будівництво транспортних оптичних мереж виправдовується наявністю споживчого попиту на широкосмугові послуги та територіальною концентрацією абонентів. Можливість побудови подібної транспортної мережі в сільській місцевості на сьогодні досить примарна. Однак навіть з урахуванням величезної смуги пропускання каналів така IP-мережа методологічно несе в собі всі недоліки «молодших» Ethernet. Подальше вдосконалення IP-мереж призвело до створення MPLS.
Технологія MPLS спочатку замислювалася як засіб зниження навантаження на маршрутизатори та адаптації IP-мереж до різнорідного трафіку даних. Вона давала шлях сполучення мереж IP і АТМ і закономірно стала однією з технологій транспортного рівня NGN. Це відбулося, насамперед, завдяки реалізованим на її основі додаткам: керування трафіком, таким як TE (Traffic Engineering), віртуальні приватні мережі (VPN), швидке відновлення сполук - FRR (Fast Re-Route), забезпечення якості обслуговування. Технологія MPLS полягає в тому, що пристрої опорної мережі передають пакети тільки з використанням міток і не аналізують заголовки IP-пакетів. У точці виходу мітки вилучаються, пакети передаються в пункт призначення. Таким чином, на основі мітки здійснюється прискорена комутація пакетів у вузлах мережі, диференціюється трафік і підтримується наскрізна якість послуг IP-мережі. Технологія MPLS дозволяє будувати безліч віртуальних приватних IP-мереж з власною (ізольованою) системою IP-адресації на базі єдиної транспортної мережі і, таким чином, може служити основою для побудови масштабованих мультисервісних мереж. Сьогодні більшість виробників обладнання NGN, так чи інакше, декларують підтримку технології MPLS.

## Рівень доступу
З економічної точки зору найоптимальнішим рішенням виглядає введення в експлуатацію обладнання, здатного включатися як в традиційні мережі з комутацією каналів (по тракту E1 через інтерфейси V5.2 і PRI), так і в перспективні мережі з комутацією пакетів (по протоколах SIP, MGCP, MEGACO/H.248). Одним із прикладів такого типу обладнання може послужити мультисервісний абонентський концентратор (Media Gateway, MG).
Media Gateway, MG - це представник обладнання нового покоління для надання абонентам послуг інтегрованого широкополосного доступу. Він забезпечує доступ до традиційних мереж ТМЗК, до мереж передачі даних і до мультисервісних мереж NGN. У разі підтримки однієї або декількох технологій сімейства DSL такий концентратор може використовуватися як IP DSLAM.
У сільських мережах застосування концентраторів більш доцільне, зважаючи на нераціональність використання великих АТС в мережах малої ємності.

## ТехнологіїxDSL
Головна перевага XDSL-технологій полягає в можливості одночасного надання по одній мідній парі як телефонного зв'язку, так і високошвидкісної передачі даних.
Одна з найекономічніших технологій DSL - асиметрична ADSL. Однак пропускна здатність лінії ADSL знижується зі збільшенням відстані, а також внаслідок дефектів кабелів або установки схем корекції.
Як головного технологічного конкурента ADSL фахівці розглядають симетричний доступ SHDSL, який використовує більш ефективний лінійний код і займає вузьку смугу частот при будь-якій швидкості. Більш того, спектральна щільність сигналу SHDSL має форму, що забезпечує його майже ідеальну сумісність з сигналами ADSL, що є надзвичайно важливою обставиною для забезпечення стійкої роботи в умовах широкого впровадження технологій XDSL в майбутньому.

## Бездротовий IP-доступ
Багато телекомунікаційних компаній роблять великі ставки на використання WiMAX для надання послуг високошвидкісного зв'язку. І тому є кілька причин. По-перше, технології сімейства 802.16 дозволяють економічно більш ефективно (у порівнянні з провідниковими технологіями) не тільки надавати доступ в мережу новим клієнтам, але й розширювати спектр послуг і охоплювати нові важкодоступні території. По-друге, бездротові технології для багатьох простіші у використанні, ніж традиційні дротові канали. WiMAX і Wi-Fi мережі прості в розгортанні і по мірі необхідності легко масштабуються. Цей фактор виявляється дуже корисним, коли необхідно розгорнути велику мережу в найкоротші терміни. Наприклад, WiMAX був використаний для того, щоб надати доступ в мережу тим, хто вижив після цунамі, що сталось у грудні 2004 року в Індонезії (Aceh). Вся комунікаційна інфраструктура області була виведена з ладу і було потрібно оперативне відновлення послуг зв'язку для всього регіону.
В сумі всі ці переваги дозволять знизити ціни на надання послуг високошвидкісного доступу в Інтернет як для бізнес-структур, так і для приватних осіб.

## Рівень управління
Все різноманіття пристроїв, які транслюють і комутують трафік даних, перетворюють інформацію, закладену в пакети, в стандартну телефонну сигналізацію і з'єднання, сполучають цифрові мережі різної природи, терминують на собі різні види трафіку, управляється з одного потужного ядра. Це третій рівень NGN - керуючий.
Даний рівень часто пов'язують з таким поняттям, як SoftSwitch. Основна функція третього рівня NGN - управління з'єднанням абонента А з абонентом Б. Займається цим спеціалізований сервер, або «сервер з'єднань» - по термінології SoftSwitch. Велика потужність і продуктивність подібних серверів - важлива умова безперебійної роботи мережі. Крім того, при проектуванні SoftSwitch враховують специфічні фактори IP-мереж - це необхідність забезпечення параметрів якості обслуговування (QoS) мережі VoIP, поділ маршрутів потоків голосу і даних, управління маршрутизацією за наявності досить строкатого спектру пристроїв: маршрутизаторів, конверторів сигналізації, прикордонних контролерів, шлюзів, проксі-серверів, абонентських терміналів, мультиплексорів і контролерів абонентського доступу різної природи.

## Рівень послуг
Останнім рівнем NGN прийнято вважати прикладний рівень. Його завдання - забезпечення всього спектра послуг, доступного на мережах наступного покоління. Ідеологія побудови NGN забезпечує можливість надання абонентам послуг Triple-Play (передача мови, даних і відео) на базі мультисервісних мереж, створюваних шляхом модернізації існуючих мереж електрозв'язку.
Перехід до NGN відкриває практично необмежені можливості по реалізації послуг і для корпоративного сектора. У традиційних мережах такі послуги надаються локальними операторами, і їх підключення нерідко вимагає великих тимчасових або фінансових витрат. У разі використання однорідного IP-середовища існує єдиний набір послуг для всіх користувачів. Механізм їх підключення також помітно спрощується: достатньо вибрати цікаву послугу зі списку і послати відповідний запит. Вже сьогодні популярні нові широкосмугові послуги: «відео на вимогу», «розширене телебачення» (ТБ Інтернет), ТБ - комерція тощо.

## Інтернет-ресурси
- ETSI TISPAN website [Архівовано 21 листопада 2008 у Wayback Machine.]
- ECMA TR/91 "Enterprise Communication in Next Generation Corporate Networks (NGCN) involving Public Next Generation Networks (NGN) (Ecma-International, December 2005)" (also ISO/IEC DTR 26905 and ETSI TR 102 478) [Архівовано 4 лютого 2012 у Wayback Machine.]
- ITU-T Focus Group on Next Generation Networks (FGNGN)
- ITU-T NGN Management Focus Group [Архівовано 4 лютого 2012 у Wayback Machine.]
- NGN enabled label [Архівовано 1 лютого 2009 у Wayback Machine.]
- NGN Forum

| {{{alt}}} | Це незавершена стаття про комп'ютерні мережі. Ви можете допомогти проєкту, виправивши або дописавши її. |